# امپراتوری مائوریا

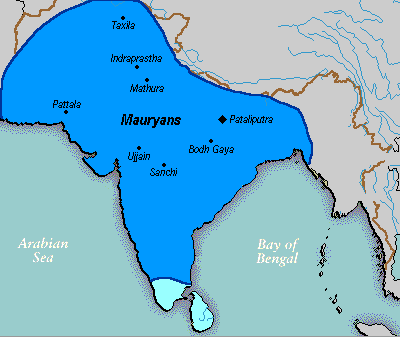
قلمرو امپراتوری مائوریاها در زمان اوج آن (در زمان فرمانروایی آشوکا)

شاهنشاهی مائوریا یا موریا (سانسکریت،  मौर्य) سلسله‌ای مقتدر در هند باستان که بین سال‌های ۳۲۱ تا ۱۸۵ پیش از میلاد فرمانروایی می‌کردند. سلسله مائوریا یا موریای هند بعد از سقوط امپراتوری هخامنشی بدست اسکندر یونانی در هند روی کار آمد. مائوریاها پس از سلسله ماگادها به قدرت رسیدند و در اوج قدرت بر تمامی شبه‌قارهٔ هند و بخش‌هایی از افغانستان، پاکستان و ایران کنونی سلطه داشتند. بزرگترین شاه سلسله موریای هند آشوکا، نوه چاندارگوپتا نام داشت. وی سراسر هند و افغانستان را به تصرف خود درآورد و در ترویج کیش بودا تلاش فراوان کرد. او از بزرگترین فرمانروایان تاریخ هند است. پایتخت شاهنشاهی مائوریا شهر پاتالی پوترا بود. چاندراگوپتا مائوریا بنیان‌گذار این سلسله بود و مقتدرترین فرمانروای آن آشوکا شاه بود که به بوداگرایی گروید. دین بودا در عهد این پادشاه مقتدر از حدود شبه‌قارهٔ هند تجاوز و توسط مبلغین از شمال غربی تا کشمیر و قندهار و کابل نفوذ کرد و به تدریج به سواحل رود جیحون رسید.
این امپراتوری در اساس از پادشاهی ماگادها در جلگه‌های هند و گنگ (ایالت کنونی بیهار، شرق اوتار پرادش و بنگال) پدید آمده بود که در شرق شبه قاره هند واقع بود. مرکز این امپراتوری، شهر کهن پاتالی پوترا بود که امروزه شهر پتنه نامیده می‌شود. این امپراتوری در ۳۲۲ سال پیش از میلاد مسیح توسط چاندراگوپتا مائوریا تأسیس شد. وی با سرنگون کردن سلسله ناندا به سرعت قدرت خود را به سوی غرب گسترش داد و با بیرون کردن نیروهای یونانی و ایرانی از خاک هند، دولت مستقل و مقتدر و فراگیری پدیدآورد. در ۳۲۰ پیش از میلاد این امپراتوری سراسر نیمه شمالی هند را در اختیار داشت و ساتراپ‌هایی را که قبلاً در اختیار سربازان اسکندر بود به تصرف درآورد.
در زمان خود، امپراتوری مائوریا یکی از پهناورترین ممالک عالم به‌شمار می‌رفت. در گسترده‌ترین حالت، این امپراتوری از شمال به مرزهای طبیعی رشته کوه‌های هیمالیا و از شرق به جنگل‌های انبوه آسام در بنگال و برمه کنونی، و از غرب به بلوچستان و افغانستان کنونی (شامل استان‌های کنونی هرات و قندهار) و از جنوب نزدیکی سری لانکا می‌رسید. تنها پادشاهی کوچکی که جنوب شرق هند مقاومت می‌کرد کالینگا بود که توسط آشوکا فتح شد. شصت سال پس از درگذشت آشوکا، سقوط و انحطاط این سلسله آغاز شد. در ۱۸۵ با تأسیس دولت شونگا در ماگادها، سلسله موریا رسماً منقرض شد.
در عهد امپراتوری چاندراگوپتا، امپراتوری موریا توانست سرزمین‌های رود سند را که در تصرف دولت سلوکیان بود به تصرف درآورد. سلوکوس اول پادشاه سلوکیان، در پاسخ به این حمله چاندراگوپتا لشکر گرانمایه‌ای راهی هند کرد. اما چاندراگوپتا سپاه مقدونی را شکست داد و سلطه هند را بر افغانستان و بلوچستان و نواحی اطراف سند تثبیت کرد.
عصر موریا، تنها عصر اقتدار سیاسی و نظامی هند نبود. در دوره موریا، فرهنگ و تمدن به اوج خود رسید. به‌ویژه در دوران نیم قرن سلطنت آشوکا (نواده چاندرا گوپتا) صلح و امنیت و نیز تغییرات دینی، گسترش علوم و فلسفه و نیز خلق آثار باشکوه هنری در هند رواج یافت.
معماری دوران هخامنشی در ایران تأثیر زیادی بر معماری دودمان «موریایی» در هند گذاشته‌است که از جمله این تأثیرات می‌توان به سرستون چهارشیر کاخ آشوکا اشاره کرد. آشوکا تحت تأثیر سنگ نوشته‌های پادشاهان هخامنشی ایران و با الهام از آن‌ها دستور می‌داد تا فرمان‌هایش را بر سنگ‌ها و ستون‌ها و درون غارها بنگارند. سنگ‌نبشته‌ها، ستون‌نوشته‌ها و غارنوشته‌های وی در بیش از سی جایگاه در هند، پاکستان و افغانستان باقی‌مانده‌است.

## چاندراگوپتا موریا
یک برهمن هندو به نام چاناکیا (که نام واقعی او ویشنوگوپتا بود و نیز به نام کوتیلیه نیز شناخته می‌شد) به ماگدها سفر کرد که در آن زمان پادشاهی مقتدر و پهناوری در شرق هند بود. در همان زمان، لشکریان اسکندر مقدونی با پیشروی هر چه بیشتر اسکندر به سمت شرق و روبرو شدنش با پادشاهی مقتدر ماگادها مخالفت کردند. اسکندر ناچار به بابل برگشت و تعدادی از لشکریانش را در غرب رود سند در استحکاماتی به جا گذاشت. پس از مرگ اسکندر مقدونی، متصرفاتش میان سردارانش تقسیم شده و ایران به سلوکوس رسید. در همان زمان بود که چاندرا گوپتا، شاه دانا ناندا را در ماگادها از سلطنت خلع کرد و خود به جای او بر تخت نشست. امروزه دربارهٔ به قدرت رسیدن چاندراگوپتا افسانه‌های بسیاری وجود دارد. بر اساس برخی منابع کهن هندی، او یکی از وابستگان خونی خاندان ناندا بوده‌است. در متون کهن بودایی از جمله ماهاپارینی باها سوتا نیز اشاره‌ای به خاندان موریا از طبقه جنگاوران رفته‌است. یونانیان چاندراگوپتا را ساندروکوتوس می‌نامیدند. می‌گویند در زمانی که کم سن و سال بوده اسکندر را دیده‌است. ظاهراً در دیداری با شاه ناندا، او را خشمگین کرده و به سختی از دست او گریخته بود. در این زمان بود که پیرمرد حکیم و سیاستمدار از طبقه برهمنان، یعنی چاناکیا، او را کشف کرد. قصد چاناکیا این بود که یک ارتش پارتیزانی به رهبری چاندراگوپتا تشکیل بدهد. گویند به پیشنهاد وزیر حکیم چاندراگوپتا، اتحادی میان او و پادشاه هیمالیا موسوم به فور (پوروس) تشکیل شد.

## فتح ماگادها
چاناکیا فاتح جوان را قانع کرد که توان فتح سلطنت را دارد. چاناکیا پیش از این شبکه‌ای از جاسوسان کم سن و سال را از سراسر قلمرو ماگادها برای جمع‌آوری اطلاعات، گسترانده بود. این جاسوسان کسانی بودند که از بابت فساد و ستم شاه ناندا ناراضی بودند. یکی از فرماندهان سابق پادشاهی تاکسیلا در شمال هند نیز به چاناکیا پیوسته بود. شاه فور نیز پسرش مالایکتو و حکام ولایات کوچک را برای کمک فرستاده بود. در حالیکه نیروهای چاندراگوپتا برای حمله به پاتالی پوترا تختگاه ماگادها آماده می‌شد، ناگهان نقشه‌ای به ذهن فاتح جوان رسید. یک اعلان جنگ صوری موجب شد تا لشکر بزرگ ماگادهاییان، به نبردگاهی دوردست حرکت کند و تختگاه را خالی کنند. جاسوسان توانستند فرمانده نیروهای ناندا را با رشوه تطمیع کنند. شاه جوان همچنین توانست جنگ روانی را در پاتالی پوترا به راه بیندازد به نحوی که مردم تصور می‌کردند جنگ شهری به زودی آغاز خواهد شد. در جریان این فعالیت‌ها، مرگ ناگهانی و ناهنگام ولیعهد ماگادها موجب اوج‌گیری تنش شد. چاناکیای حکیم، خود و نیروهایش را محبوب مردم نشان داد و شاه ناندا را وادار به استعفاء کرد. آخرین شاه ماگادها که بدون جنگ و تنها با حیله و خدعه شکست خورده بود، تاج سلطنت را به ماجراجوی جوان موریایی یعنی چاندراگوپتا اعطا کرد و به تبعیدی رفت که دیگر هیچ خبری از او شنیده نشد. چاناکیا از راکشاساس نخست‌وزیر شاه مخلوع نیز خواست تا نسبت به شاه جدید اعلام وفاداری کند. او توانست نخست‌وزیر پیشین را این‌طور قانع کند که وفاداری او باید نسبت به سرزمین ماگادها باشد و نه سلسله سلطنتی ماگادها. به این ترتیب نخست‌وزیر نسبت به چاندراگوپتا موریا اعلام وفاداری کرد و به درخواست چاناکیا، در مقام خودش ابقا شد. در دولت جدید، چاناکیا نیز از مقامات رسمی ظاهری خودداری کرده و در قالب یک زمیندار سالخورده، به مرد پشت پرده سیاست تبدیل شد.

## عهد سلطنت چاندراگوپتا مائوریا
چاندراگوپتا توانست ارتش یونانی سلوکوس اول را نیز شکست دهد و سعی کرد سراسر شمال هند را به تصرف درآورد. حملات او در سال ۳۰۵ قبل از میلاد آغاز شد اما به تمام اهداف خود نرسید. طرفین ناچار به انعقاد قرارداد صلح شدند: یونانیان شاهزاده خود را برای حسن نیت به ازدواج چاندراگوپتا درآوردند و تعهد کردند که ساتراپ‌های پاروپامیساد (کامبوجا یا گاندارا)، آراکوزیا (قندهار) و گدروزیا (بلوچستان) را به امپراتوری هند ملحق کنند و در ضمن پانصد فیل جنگی نیز از سوی هند به سلوکیان اعطا شد. این پانصد فیل بعدها نقش مهمی در پیروزی سلوکیان بر پادشاهان هلنیستی غربی در نبرد ایپسوس در ۳۰۱ پیش از میلاد ایفا کردند. روابط سیاسی میان هند و یونانیان حاکم بر ایران گسترش یافت و چندین مورخ یونانی از جمله مگاستنس، دیماکوس و دیونیسوس در دربار موریاییان اقامت کردند.
چاندراگوپتا توانست دولتی متمرکز و قدرتمند پدید بیاورد که به قول مگاستنس، مرکزیتش در پاتالی پوترا «در حصاری از دیوارهای چوبین با شصت و چهار دروازه و پانصد و هفتاد برج بود و با قصرهای ایرانی معاصرش در شوش و اکباتانا رقابت می‌کرد.»
مگاستنس دربارهٔ نظم و سادگی عهد چاندراگوپتا چنین گزارش کرده‌است: «هندیان همگی زندگی صرفه جویانه‌ای دارند بخصوص وقتی اردو زده‌اند. از جمعیتهای گوناگون بی‌نظم خوششان نمی‌آید و به نظم و ترتیب علاقه‌مندند. سرقت در هند، امری بسیار نادر است. کسانی که در اردوی جنگی ساندروکوتوس [چاندراگوپتا] ساکن هستند چهارصد هزار مرد جنگی اند که سرقت‌هایی که در هر روز از آن اردو گزارش می‌شود ارزشش از دویست دراخما تجاوز نمی‌کند؛ و این در میان مردمی است که قانون نوشته‌ای ندارند و عموماً بی سواد هستند و در معاملات به حافظه خود اتکا دارند. به قدر کافی در سعادت و شادی می‌زیند و در شیوه زندگانی بسیار ساده و صرفه جو هستند. هرگز شراب نمی‌خورند مگر در مراسم قربانی. نوشیدنی آن‌ها نوعی مسکر حاصل از برنج است و قوت غالبشان نیز از برنج تشکیل می‌شود.»

## سرنوشت چاندراگوپتای کبیر
امپراتور هند ناگهان دچار تحول روحی شد. او ابتدا به آیین جینیسم درآمد و سپس تاج و تخت را به پسر ارشدش بیندوسَرَه واگذار کرد و خودش همراه گروهی از مرتاضان و راهبان آیین جینی راهی جنوب شد. وی بنا به سنتی کهن در آیین جین، آن قدر گرسنگی کشید تا درگذشت. اینک در جنوب هند، در غاری که گفته می‌شود محل درگذشت این امپراتور بوده، معبد کوچکی به یادبود او برپا کرده‌اند. هیچ‌کس از چرایی این تغییر اندیشه در پادشاه جهانگشا اطلاعی در دست ندارد.

## بیندوسَرَه
دومین امپراتور هند در عصر موریا که در ۲۹۸ پیش از میلاد به جای پدر به تخت نشست و در ۲۷۲ میلادی درگذشت. او در دوران حکومت بیست و شش ساله‌اش عصری از ثبات و امنیت را در هند رقم زد. یونانیان او را امیتروکاتس یا آلیتروکادس می‌نامیدند. این اسم در واقع شکل یونانی کلمه سانسکریت «آمیتراگاتا» بود که معنای آن «کشندهٔ دشمنان» است. لقب دیگر او در زبان سانسکریت «آجاتاشاترو» بود که یعنی «مرد بدون دشمن». بنا به افسانه‌هایی که در متون کهن بودایی ذکر شده، چاناکیای حکیم، سیاستمدار کهنه‌کار دربار موریا، به چاندراگوپتا مقادیر اندکی زهر به او می‌خوراند تا به تدریج در برابر توطئه زهرخوراندن توسط دشمنان ایمن شود. یک روز ملکه باردار یعنی دوردارا که هفت روز به زایمانش مانده بود تکهٔ زهرآلودی را در دهان گذاشت و در همان لحظه چاناکیا سر رسید. چاناکیا برای اینکه لقمه از گلوی او پایین نرود و در وجود ولیعهد آسیبی نرسد سر ملکه را فوراً قطع کرد و لقمه در گلوی بریده ملکه باقی‌ماند! سپس شکم ملکه را باز کرد و کودک را از آن خارج کرد؛ بنابراین افسانه، بیندوسره برای اینکه بقیه مدت در رحم بودنش را تکمیل کند هفت روز در شکم بزی نگهداری شد.
پس از استعفای پدر، بیندوسره وارث سرزمین وسیعی شد. سرزمینی که از یک سو به افغانستان و بلوچستان و از دیگر سو به شرق هند می‌رسید. او قلمرو امپراتوری را به جنوب هند گسترد و به جایی رسید که امروزه شهر کارناتاکا قرار دارد. در واقع او شانزده ایالت را به امپراتوری موریایی ملحق کرد و فاتح بیشتر قسمت‌های شبه قاره هند شد. از این رو به او فاتح اقلیم میان دو آب می‌گویند که اشاره به سرزمین بین خلیج بنگال و دریای پارسی است. در زمان بیندوسره، چاناکیا نخست‌وزیر بود و امور را اداره می‌کرد. مردم شهر تاکسیلا دو بار در زمان او دست به شورش زدند. دلیل نخستین شورش، سوء مدیریت سوسیما، فرزند ارشد او ذکر شده‌است. دلیل شورش دوم نامعلوم است. او نتوانست شورش دوم را در زمان خودش سرکوب کند. دیماکوس سفیر امپراتوری سلوکیان نیز در زمان بیندوسره از دربار هند بازدید کرد. روابط هند با دنیای هلنیستی در زمان بیندوسره همچنان روابطی حسنه بود. او بر خلاف پدرش که به دین جینی درآمده بود، معتقد به مذهب آجیویکَه شده بود که در این مذهب به خدا اعتقادی نداشتند و معتقد به برابری همه ابنای بشر بودند. با مرگ بیندوسره، فرزندش آشوکا به قدرت رسید که امروزه بزرگترین امپراتور هند باستان نامیده می‌شود.

## آشوکا
فرزند بیندوسره و نوه چاندراگوپتای کبیر، از ۲۷۳ تا ۲۳۲ قبل از میلاد سلطنت کرد. او در زمان شاهزادگی خود به عنوان فرماندهی لایق شناخته می‌شد که توانسته بود شورش شهرهای اوجین و تاکسیلا را سرکوب کند. او هنگامی که به سلطنت رسید تبدیل به شاهی حریص شد؛ حملات او به هر پادشاهی کوچکی در همسایگی موجب دوره‌ای جنگ‌های شدید برای گسترش قلمرو موریا شد. در میان این پادشاهی‌ها، مردم ناحیه کالینگا در برابر او مقاومت کردند. نبرد در کالینگا به شدت وحشتناک شده بود به گونه‌ای که یکصدهزار سرباز و غیرنظامی کشته شدند که ده هزارنفر از آنان از نیروهای آشوکا بودند. آشوکا سرانجام فاتح کالینگا شد و با قدرت به شهر گام نهاد اما با دیدن شهر ویران و انبوه جنازه‌های قربانیان، ناگهان دچار بیماری و گوشه‌نشینی شد. به نظر می‌رسید که از خود می‌پرسید: «من چه کرده‌ام؟» پادشاه اندوهگین دیگر دست به هیچ جنگی نزد. او دنبال منبعی برای معنویت می‌گشت و بنابراین توسط چند راهب، با تعالیم بودا آشنا شد. او ناگهان اعلام کرد که مخالف جنگ و خشونت است. در تاریخ بشر این نخستین باری بود که پادشاهی چنین موضعی اتخاذ می‌کرد و از این رو به رویدادی تاریخی بدل شد.
او اصل هندویی آهیمسا را اجرایی کرد. در این اصل، هرگونه شکار و آزار جانداران از کوچکترین تا بزرگترینشان، گناه بود. بیگاری و بهره‌کشی از بردگان ممنوع بود. او اسیران جنگی کالینگا را که برای بیگاری به خدمت گرفته شده بودند بازرهانید. او ارتش را برای حفظ صلح می‌دانست و اقدام به سازماندهی ارتش بزرگی کرد. او با کشورهایی در آسیا و اروپا روابط حسنه برقرار کرد و شخصاً اعلام کرد که به دین بودایی درآمده‌است. او هیئت‌های تبلیغ بودیسم را به سراسر جهان فرستاد. در بیشتر دوران چهل ساله سلطنت او، صلح و آرامش بر هند حاکم شد. شخصیت آشوکا بعدها در به وجود آمدن هند مدرن و تأسیس کشور جمهوری هند مورد توجه سیاستمداران هندی قرار گرفت. ارزش‌ها و ملاکهایی که او بر اساس آن حکومت کرد تبدیل به آرمان‌های سیاستمداران معاصر هندی شد. فرمان‌های آشوکا که بر تخته‌سنگ‌هایی حجاری می‌شد اینک در سراسر شبه قاره هند و حتی خارج از آن به جا مانده‌اند. این سنگ‌نگارهها از افغانستان کنونی تا جنوبی‌ترین نقاط هند در سواحل اقیانوس هند برپاداشته شده بودند تا تعالیم آشوکا را به دید عموم برسانند. خطی که این فرمان‌ها به آن نوشته شده خط کهن پراکریت است و برخی از آنان نیز با خطوط یونانی و آرامی نیز کنده شده‌است. بنا به کتیبه‌های آشوکا، مردم یونانی، کَمبوجَه و گنداره مردمان مرزی امپراتوری هند را تشکیل می‌دهند. در این کتیبه‌ها نام دقیق هر کدام از حکام یونانی آن عصر از مصر تا ایران و دیگر مناطق جهان ثبت شده‌است. از نکات مشترک سنگ نوشته‌های داریوش و آشوکا، جملات آغازین سنگ نویسی‌ها است؛ مثلاً در کتیبه‌های داریوش چنین آمده‌است: «چنین گوید داریوش شاه» و در کتیبه‌های آشوکا نیز چنین نوشته شده‌است: «چنین گوید آشوکا پادشاه بزرگ».

## مدیریت کشور در عصر آشوکا
در عصر آشوکا، امپراتوری هند به چهار استان بزرگ تقسیم می‌شد. پایتخت کشور، شهر باستانی پاتالی پوترا بود. در کتبیه‌های آشوکا، نام این چهار ایالت چنین آمده‌است: توسالی در شرق، اوجائین در غرب، سووارناگیری در جنوب و تاکسیلا در شمال. مدیر کل این تقسیمات استانی، فردی به نام کومارا (شاهزاده سلطنتی) بود که نماینده شاهنشاه در ایالات بود. کومارا توسط ماهاماتیاس و شورای وزیران یاری می‌شد.
بنا به فرضیه تاریخ‌نگاران، سیستم مدیریت هند در زمان آشوکا بر اساس بروکراسی مد نظر چاناکیا در کتابش بود. چاناکیای حکیم وزیر کهنسال دو پادشاه نخست مائوریا، در کتاب «ارته‌شاستره» (رفاه‌شناسی) که آداب سیاست و کشورداری را در آن به نگارش درآورده نوشته‌است که در یک حکومت مدنی فرهیخته، همه چیز از بهداشت شهری تا تجارت بین‌المللی تحت نظارت دولت است. آشوکا نیز دقیقاً چنین ترتیباتی را فراهم کرد. ارتش هند در زمان آشوکا، بزرگترین ارتش دائمی جهان بود. در آن زمان بنا به گزارش‌های مگاستنس، امپراتوری از ششصد هزار سرباز پیاده، سی هزار سواره‌نظام و نه هزار فیل جنگی بهره می‌برد. این علاوه بر سازمان جاسوسی بزرگی بود که توسط آشوکا تأسیس شده بود تا اطلاعات را از داخل و خارج کشور به سرعت و محرمانه به دربار برسانند.

## اقتصاد
از آنجایی که نخستین باری بود که در جنوب آسیا یک نظم سیاسی فراگیر پدید آمده بود، برای نخستین بار یک سیستم مشترک اقتصادی نیز پدید آمد. در سیستم سابق، صدها پادشاهی با ارتش‌های کوچکتر و اربابان محلی قدرتمند وجود داشتند اما این بار دولت مرکزی همه چیز را تحت کنترل درآورد. کشاورزان از پرداخت مالیات معاف شدند و شاهان محلی مجبور بودند تا به جای آنان مالیات بپردازند. نظام مالیاتی بسیار دقیق ولی منصفانه بود. این سیستم در آرتاشاستره کتاب چاناکیای حکیم درباب کشورداری و سیاست ذکر شده‌است. پیش از آشوکا، پدربزرگِ او چاندراگوپتای کبیر واحد پول مشترکی را در سراسر هند رایج کرده بود و شبکه‌ای از مدیران و فرماندارانی پدیدآورده بود که در سراسر این قلمرو وسیع و پرجمعیت بتوانند جمع‌آوری مالیات، مسائل امنیتی و قضایی، تجارت و کشاورزی را تحت نظر داشته باشند. ارتش موریا توانست با گروه‌های مافیایی، عالمان دینی هندو و ارتش‌های محلی سرکش و ارباب‌های ذی‌نفوذ درافتاده و آنان را به کناری بزند. ساخت‌وساز بسیاری نیز در زمان آشوکا به خصوص در زمینه آبیاری و کشیدن نهر پدید آمد. تجارت داخلی نیز بسیار وابسته به این نظم و یگانگی سیاسی بود. بنا به معاهده دوستی هند و یونان، در زمان سلطنت آشوکا، شبکه بین‌المللی تجارت نیز پدید آمد. گذرگاه خیبر معبر رفت‌وآمد کالاهای طرفین شد. تمام کشورهای تحت سلطه یونانیان تا مصر و غرب آسیا از کالاهای هندی وارد می‌کردند. از شرق نیز تجارت و بازرگانی به مالزی و شبه جزیره مالایا گسترده شد. صادرات هند شامل کالاهای ابریشمی، موزاییکها، ادویه و غذاهای ناشناخته بود. اما تنها مبادلات، مبادله کالا نبود. امپراتوری هند دست به مبادله دانش و فناوری با اروپا و خاورمیانه نیز زد. آشوکا تعداد زیادی کتاب و دانشمند و هنرمند صادر و وارد کرد. از قبل ا ین پیشرفت‌ها، هزاران راه و جاده و کانال آب و بیمارستان و کاروانسرا و تأسیسات عمومی دیگر ساخته شد. مورخین وضع اقتصادی هند در دوران امپراتوری موریا را با وضع اقتصادی امپراتوری روم در سده‌های بعدتر مقایسه می‌کنند. هر دو کشور دارای اقتصاد گسترده و تجارت بین‌المللی کم‌نظیری بودند با این تفاوت که در روم باستان موسسات سازمان یافته دولتی برای اجرای طرح‌های کشوری وجود داشت اما در هند چندین مؤسسه اقتصادی خصوصی نیز در کنار دولت به فعالیت می‌پرداختند. از این رو یکی از نخستین اقتصادهای گسترده خصوصی دنیا در عهد باستان در هند پدید آمد.

## مذهب در عصر مائوریا
عامه مردم هندو بودند. وزیر اعظم و مرد پشت پردهٔ هند یعنی چاناکیای حکیم (مشهور به کوتیلیه) خود هندویی از طبقه برهمنان بود. با این حال، تقریباً هر سه پادشاه نخست این سلسله از دین هندو به دین دیگری رو گرداندند. چاندراگوپتا به مذهب جینی گرایید. بیندوسره ملحدی انسان‌گرا شد و آشوکا در ترویج آیین بودایی کوشید. وجود آیین بودایی در تبت، چین، کره و ژاپن، مرهون ارسال سفیران بودایی امپراتور آشوکا به شرق آسیاست. از زمان آشوکا، دین رسمی کشور بودایی بود که در آن همهٔ ادیان آزاد بودند به مناسک خود بپردازند و هیچ‌کس به خاطر نوع دین و اعتقادات از مناصب حکومتی بازنمی‌ماند. با این حال اکثر مردم کماکان به دین هندو گرایش داشتند. برهمنان هندو اصلاحات مذهبی را از یک سده پیش آغاز کرده بودند و سعی داشتند خرافات را از دین بزدایند و با عقلانی و عرفانی کردن دین، آن را از موج ادیان جدیدی که به عنوان اعتراض به وجود می‌آمدند از جمله بودیسم و جینیسم، نجات دهند. تلاش برهمنان موفق بود و توانست هندوییسم را همچنان مذهب عامه مردم نگه دارد.

## معماری در عصر مائوریا
هنر معماری عصر هخامنشی در شکل‌گیری آثار موریایی هند تأثیر قابل اثباتی داشته‌است. امروزه بقایای معماری عصر موریا هنوز در هند باقی مانده‌است. ساختمانی با هشتاد ستون به ارتفاع ده متر که در کومرار در پنج کیلومتری ایستگاه راه‌آهن پتنا کشف شده یکی از معدود بقایای به جامانده از معماری موریا در آن شهر است. این بنا تأثیرات معماری هخامنشی ایران را نیز نشان می‌دهد. غارهایی نیز در هند وجود دارند که آثار عصر موریا در آن به جا مانده‌است. مهم‌ترین و مشهورترین اثر معماری به جامانده از دورهٔ آشوکا، ستون‌های آشوکا است که چهل تای آن‌ها در سراسر شبه قاره هند به جا مانده‌است. یکی از سرستون‌های این اثر در سرنات که سه شیر ایستاده در کنار هم را نشان می‌دهد امروز به آرم ملی جمهوری هند تبدیل شده‌است.

### اتحاد نزدیک شاهنشاهی موریا با امپراتوری هخامنشی
اسمیت شواهد نفوذ فرهنگی و هنری ایرانی در سازمان‌های امپراتوری موریائی چنین ذکر می‌کند:
1. نفوذ هنر معماری ایرانی پارسی بر معماری دوره مائوریان
2. برافراشتن ستون‌های یادگاری سنگ‌نویسی شده و به یادگار گذاردن سنگ نوشته‌ها، راه و روش سنگ‌نویسی آشوکا کاملاً به تقلید از هخامنشیان است.
3. بکار بردن دبیرهٔ خاروشتی (Kharoshti) در هند که توسط منشیان آرامی هخامنشیان در هند معمول گردید و آثاری از آن به دست ما رسیده‌است.
4. برخی از سازمان‌های اداری و سیاسی هند از روی سازمان‌های هخامنشیان اقتباس شده بود.
5. بعضی از رسوم درباری موریائی‌ها از رسوم درباری هخامنشیان تقلید شده‌است.
6. از دیگر نکات مشترک سنگ نوشته‌های داریوش و آشوکا است که، مثلاً در کتیبه‌های داریوش چنین آمده‌است: «چنین گوید داریوش شاه» و در کتیبه‌های آشوکا نیز چنین نوشته شده‌است: «چنین گوید آشوکا پادشاه بزرگ».[۱][۲]

## طبیعت در عصر مائوریا
در عصر موریا، حفاظت از جانوران به حرفهٔ مهمی تبدیل شده بود. هند عصر مائوریا نخستین امپراتوری تاریخ بود که دستور حفاظت از جانوران را صادر کرد و حتی بیمارستان‌هایی برای درمان جانوران آسیب‌دیده در نظر گرفت. از نظر مائوریاها، مهم‌ترین محصول جنگلها، فیل‌ها بودند؛ بنابراین به چشم منبعی به جنگل‌ها می‌نگریستند و دستور حفاظت از جنگل‌ها را صادر کردند. در زمان آنان جنگ تنها بر دوش مردان و اسبان نبود. فیل‌ها نیز وزنه مهمی در نبردها به‌شمار می‌رفتند. در شکست سلوکوس اول نیز همین فیل‌ها نقش مهمی ایفا کردند. فیل‌ها علاوه بر این که ارزانتر بودند، رام کردن، تربیت و نگهداریشان آسان‌تر بود. در کتاب «ارته‌شاستره» اثر چاناکیا کوتیلیه یکی از مسئولیت‌های مقامات دولتی، حفظ جنگل‌های فیل‌خیز دانسته شده‌است: «شاه در کنار جنگلها باید محدوده‌ای جنگلی به نگهداری از فیلهایی اختصاص دهد که تحت نظر جنگلبانان خواهد بود. سرپرست این مسئولیت باید به کمک جنگلبانان از فیلها در هر جا چه کنار رودها، چه کوه‌ها، چه کنار دریاچه‌ها یا باتلاقها حمایت کند. آن‌ها باید هر کسی را که فیلی را می‌کشد بکشند.» مائوریاها جنگل‌هایی نیز برای پرورش ببر و شیر و پلنگ اختصاص دادند تا در آنجا بتوانند شکار کنند و از پوستشان استفاده کنند. مسئول جنگلبانی باید مراقب درختان و گیاهان می‌بود که منشأ غذایی جانوران جنگلی بود. دولت در قبال مسائل جنگلی، نسبت به قبایل جنگلی بدبین بود و مدام آنان را تحت نظر داشت یا به سرانشان رشوه می‌داد. برخی از آنان را نیز به عنوان شکارچی و تله‌گذار استخدام می‌کرد. در عهد آشوکا، حفاظت از جانوران چنین اوج گرفت که حتی شکارهای سلطنتی نیز لغو شد. دستورهای اکید شاهنشاه بر روی سنگ‌ها حجاری می‌شد و تخته سنگی یافت شد که بر روی آن نوشته شده‌است: «شاه ما، جانوران بسیار کمی را کشته‌است.»

## هیئت‌های تبلیغی بودایی به غرب
علاوه بر سرزمین‌های شرقی، آشوکا هیئت‌های تبلیغ بودیسم را به غرب نیز فرستاد. او در کتبیه‌هایش اشاره کرده‌است:
«فتح طریقت دارما در این سرزمین میسر گردیده و در مرزها و نیز ششصد یوجانا (برابر با ۵۴۰۰ تا ۹۶۰۰ کیلومتر) آن سوتر جایی که آنتوکیوس پادشاه یونانی فرمان می‌راند و ماورای آن در قلمرو چهار شاه به نامهای پتلومی، آنتیگونوس، مگاس و الکساندر به همان شکل که در جنوب، در سرزمین‌های چولا، پاندیا و تامراپارنی (سری لانکا).»
او همچنین در کتیبه‌هایش اشاره می‌کند که طب گیاهی را برای انسان‌ها و جانوران تقویت کرده‌است:
«هرجا، در قلمرو محبوب خدایان آشوکا، و میان مردم آن سوی مرزها، در چولا، در پاندیاف در ساتیاپوترا، در کرالاپوترا، در سری لانکا و جایی که شاه یونانی آنتوخیوس حکم می‌راند و نیز میان شاهان همسایه آنتوخیوس، همه جا محبوب خدایان آشوکا شرایطی تدارک دیده تا دو نوع درمان پدید آید: درمان برای انسان‌ها و درمان برای جانوران. هر جا که گیاهان مناسب برای انسان و جانوران یافت نشود، آن‌ها را وارد کرده و رشد داده‌ام. هر جا ریشه‌های دارویی و میوه‌های درمانی پیدا نشود آن‌ها را وارد کرده و رشد داده‌ام. کنار جاده‌ها دیوارها افراشته‌ام و درخت‌ها کاشته‌ام برای انسان‌ها و برای جانوران.»

## انحطاط مائوریا: کودتای شونگا
تا پنجاه سال بعد از آشوکا، شاهان ضعیفتری در هند حکومت کردند. آنان به تدریج دچار فساد و بی‌لیاقتی شدند. آخرین شاه موریا در حالی که از ارتش سان می‌دید توسط فرمانده ارتش پوسیامیترا شونگا ترور شد. با مرگ او تومار موریاییان در هم پیچید. سپس سلسله شونگا به جای موریا بر تخت نشست. پوسیامیترا از طرفداران متعصب دین هندو بود و پس از به قدرت رسیدن، دین رسمی را دوباره به هندوئیسم برگرداند و بوداییان را تحت تعقیب قرار داد. قلمروی وسیع موریا در زمان شونگا به تدریج تجزیه شد و اینک از آن عظمت و شکوه، چیزی جز چند کتیبه و اثر باستانی و یادگاری در سطور تاریخ به جا نمانده‌است.

## فهرست شاهنشاهان سلسلهٔ مائوریا
- چاندراگوپتا مائوریا (۳۲۰ تا ۲۹۸ قبل از میلاد)
- بیندوسره (۲۹۸ تا ۲۷۲ قبل از میلاد)
- آشوکا (۲۷۲ تا ۲۳۲ قبل از میلاد)
- داساراتا موریا (۲۳۲ تا ۲۲۴ قبل از میلاد)
- سامپراتی (۲۲۴ تا ۲۱۵ قبل از میلاد)
- سالیسوکا (۲۱۵ تا ۲۰۲ قبل از میلاد)
- دیواوارمان (۲۰۲ تا ۱۹۵ قبل از میلاد)
- ساتادان وان (۱۹۵ تا ۱۸۷ قبل از میلاد)
- بریهادراتا (۱۸۷ تا ۱۸۰ قبل از میلاد)

## نگارخانه

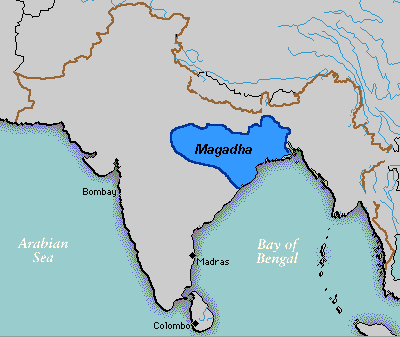
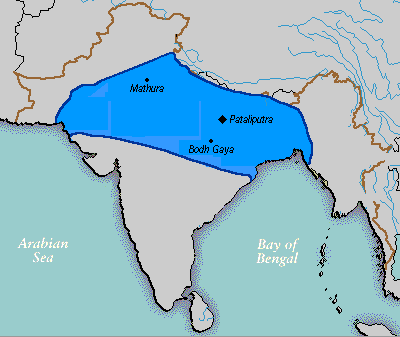
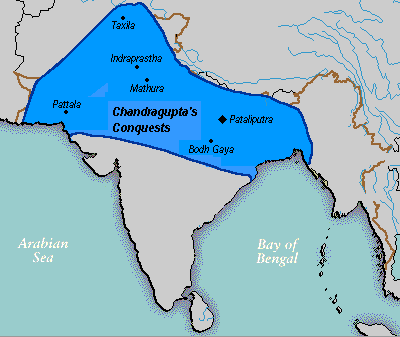
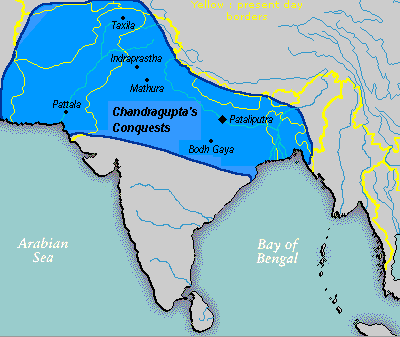
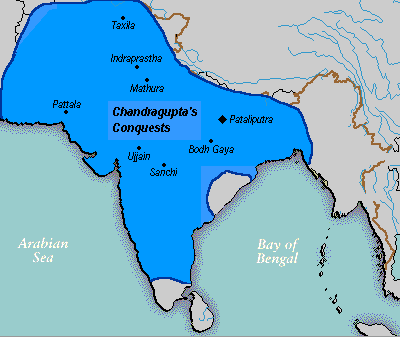